# Пантеон (Париж)
Пантео́н (фр. Panthéon) — пам'ятка культури неокласичного стилю в Латинському кварталі Парижа. Побудований у XVIII столітті як церква святої Женев'єви, сьогодні Пантеон є усипальницею видатних особистостей Франції. Неодноразова зміна призначення будівлі, її оздоблення, написів і символів, дозволяють простежити шлях становлення французької нації.

## Історія

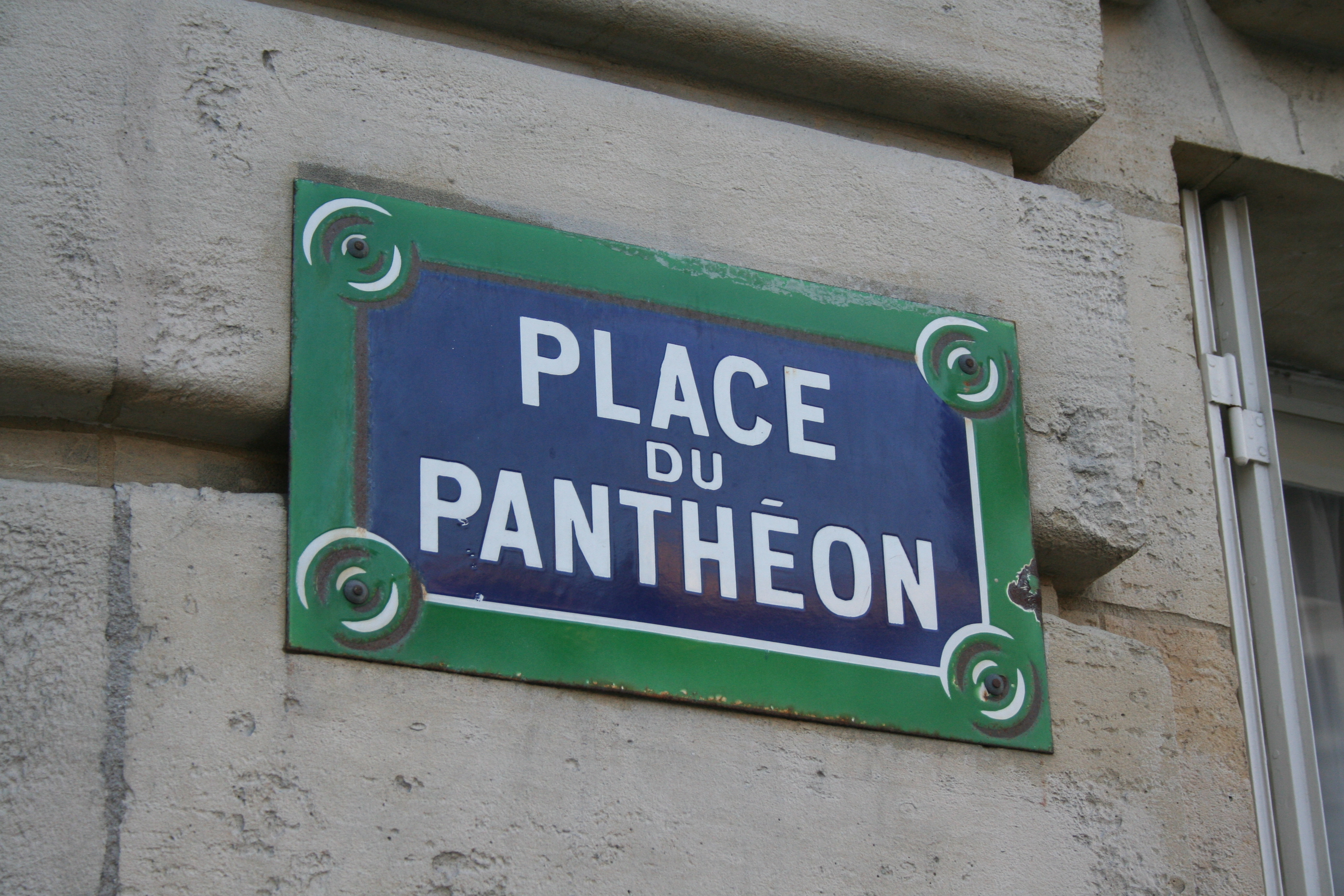
Площа пантеону

В 1744 році король Франції Людовик XV присягнувся побудувати церкву, присвячену покровительці Парижа святій Женев'єві, якщо він одужає від тяжкої хвороби. Одужавши, він доручає маркізу де Маріні побудувати церкву на місці руїн абатства святої Женев'єви. Архітектором був обраний Жак-Жермен Суффло. Взявши за взірець римський Пантеон, Суфло розробив амбіційний проєкт храму завдо́вжки 110 м, завши́ршки 84 м і 83 м заввишки, з масивним портиком коринфського ордеру і величезною криптою.
Будівництво почалося в 1758 році, але через брак коштів і смерть архітектора воно було завершено учнями Суфло лише в 1790 році. Завершення будівлі збіглося з початком французької революції і новий революційний уряд зробив з ще не освяченої церкви некрополь для видатних людей Франції, що отримав назву Французького Пантеону. На фронтоні з'явився напис «Великим людям вдячна вітчизна» (Aux grands hommes, la patrie reconnaissante). Двічі після цього Пантеон ставав церквою, а з 1885 року, коли в ньому був похований Віктор Гюго, базиліка святої Женев'єви остаточно стала усипальницею.
1851 року фізик Леон Фуко підвісив під центральним куполом Пантеону 67-метровий маятник, що став відомим як Маятник Фуко, і довів цим експериментом обертання Землі навколо своєї осі.

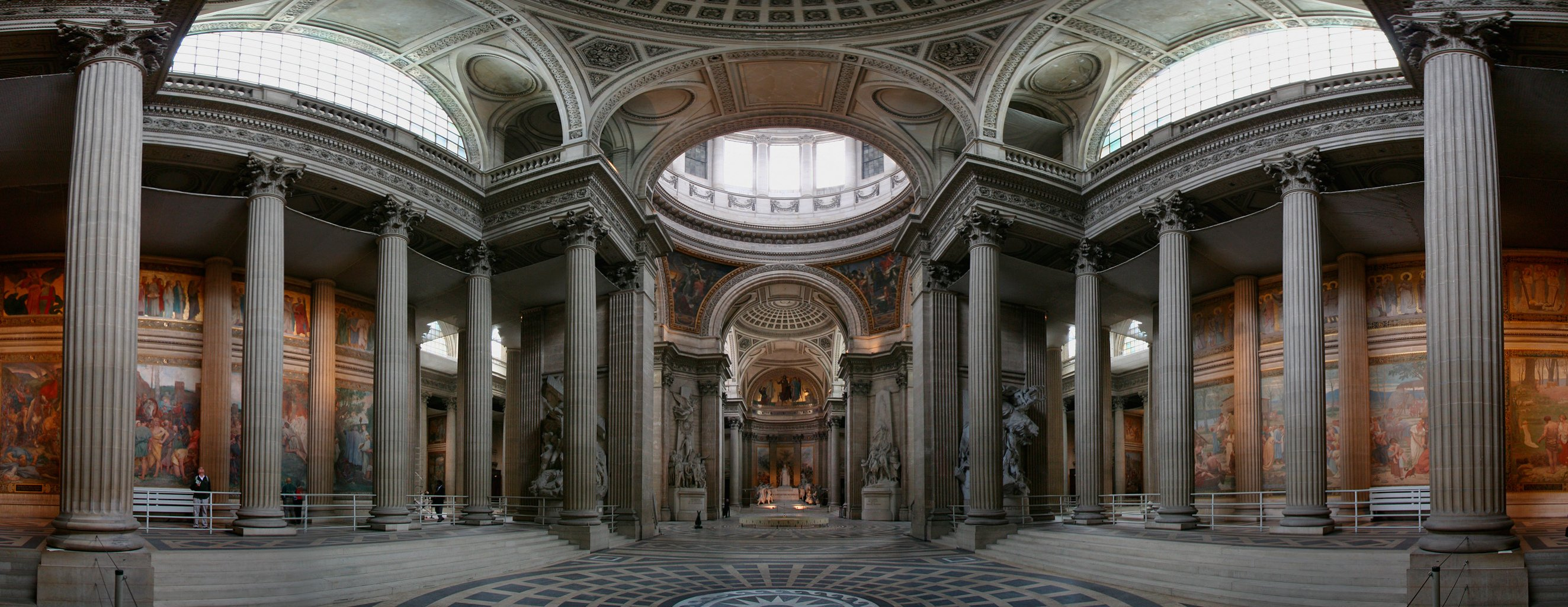
Панорама інтер'єру Пантеону

## Поховання
Серед інших в Пантеоні були поховані (дата поховання):
- Оноре Мірабо (1791, прах перенесено в 1794)
- Вольтер (1791)
- Жан-Поль Марат (1794, прах перенесено)
- Жан-Жак Руссо (1794)
- Жан Лан (1810)
- Жозеф-Луї Лагранж (1813)
- Жак-Жермен Суффло (1829)
- Віктор Гюго (1885)
- Лазар Карно (1889)
- Марі Франсуа Саді Карно (1894)
- Еміль Золя (1908)
- Леон Гамбетта (1920)
- Поль Ланжевен (1946)
- Луї Брайль (1952)
- П'єр Кюрі (1995)
- Марія Кюрі-Склодовська (1995)
- Андре Мальро (1996)
- Олександр Дюма (батько) (2002)
- Жан Зе (перепохований у 2015)